# Hypodoxa subleprosa
Hypodoxa subleprosa är en fjärilsart som beskrevs av Louis Beethoven Prout 1917. Hypodoxa subleprosa ingår i släktet Hypodoxa och familjen mätare. Inga underarter finns listade i Catalogue of Life.